# Liste des autoroutes numérotées aux Samoa Américaines
Les autoroutes des Samoa américaines sont entretenues par le American Samoa Department of Public Works.
| Numéro | Longueur (mi) | Longueur (km) | Terminus sud / ouest | Terminus nord / est | Créée | Notes |
| ------ | ------------- | ------------- | -------------------- | ------------------- | ----- | ----- |
| AS001  | 35,85         | 57,70         | Poloa                | Oneona              | —     |       |
| AS005  | 5,00          | 8,00          | Fagasa               | AS001 à Pago Pago   | —     |       |
| AS006  | 5,41          | 8,70          | Aua                  | Vatia               | —     |       |
|        |               |               |                      |                     |       |       |